# Robert Ier d'Alençon
Pour les articles homonymes, voir Robert Ier.
Ne pas confondre avec Robert d'Alençon.
Robert Ier d'Alençon (mort à Morteveille le 8 septembre 1217), de la maison de Montgommery-Bellême, fut comte d'Alençon de 1191 à 1217. Il était le second fils de Jean Ier, seigneur d'Alençon, et de Béatrix du Maine.

## Biographie
Son père meurt en février 1191, et son frère aîné en mai 1191, ce qui fait de lui le nouveau comte d'Alençon. Durant sa vie, la guerre fit rage entre le roi de France Philippe II Auguste et les rois d'Angleterre Richard Cœur de Lion et Jean Sans Terre. En 1203, Robert abandonne son seigneur et se rallie au camp capétien. En mai, les Français entrent dans Alençon. Ce revirement permet au seigneur d'Alençon de conserver ses terres une fois le duché conquis par Philippe Auguste alors plusieurs seigneurs normands qui étaient restés fidèles aux Plantagenêts eurent leurs terres confisquées. Il lui avait facilité la conquête de la Normandie en lui donnant passage sur ses terres; assisté par Juhel III de Mayenne et Hugues de Beaussay, il avait conclu au nom de Philippe une trêve de deux ans avec le roi d'Angleterre.
C'est Robert, comte d'Alençon et de Séez, issu des comtes de Ponthieu et de Bellême, qui parut propre aux desseins de Philippe-Auguste pour épouser Emma de Laval, héritière de la baronnie de Laval. Ce dernier s'assura du consentement d'Havoise de Craon, mère d'Emma, de celui des seigneurs de Mayenne, de Craon et de Beaumont, et conclut le mariage de Robert avec l'héritière de Laval. La cérémonie se fit à la cour en 1214.
Il accompagna en 1213 Louis, fils du roi, qui profitait de la trêve imposée à Jean sans Terre pour accomplir le vœu qu'il avait fait d'aller pendant 40 jours combattre les Albigeois. L'année suivante, il fut un des comtes-pairs qui prononcèrent sur les prétentions d'Érard de Brienne-Ramerupt au comté de Champagne; il contribua à faire échouer les efforts d'Erard et à maintenir dans leurs droits le jeune Thibault et la comtesse sa mère. Puis, trois ans seulement après son mariage, il revint mourir dans le pays de Laval, laissant Emma enceinte d'un fils, qui naquit comte d'Alençon et n'en porta le titre que pendant deux ans.

## Mariage et enfants
Il épouse en premières noces une Mathilde dont on ne connaît que le prénom.
Il se remarie ensuite avec Jeanne de Preuilly († 1211), fille de Gauzbert, seigneur de Preuilly et du Bouchet, et d'Adélaïde de Vendôme. De ce mariage naquirent :
- Jean († 1212), marié avec Adèle de Royes, mais mort sans postérité avant son père ;
- Mathilde († 1218), mariée à Thibaut VI († 1218), comte de Blois, de Chartres et de Clermont.

Veuf, il se remaria en troisièmes noces avant 1215 avec Emma de Laval (1200-1264), fille de Guy V, seigneur de Laval et d'Hawise de Craon. Robert Ier et Emma de Laval avaient eu :
- Robert II, comte d'Alençon, né posthume et mort avant janvier 1220 ;
- Alix ;
- Hélia.

Veuve, Emma de Laval (1200-1264) se remarie avec Mathieu II, baron de Montmorency, puis avec Jean, sire de Toucy.

## Succession
Après sa mort, le comté d'Alençon revient à son fils posthume, lequel meurt très rapidement. Puis, le roi Philippe II Auguste rachète Alençon, en 1220, aux deux sœurs de Robert, Alix et Hélia. Les terres de Saosnois, Montgommery, Le Mêle-sur-Sarthe reviendront à Aimery II, vicomte de Châtellerault, fils d'Alix d'Alençon.

## Sources
- Jean Ier d'Alençon sur le site de la Foundation for Medieval Genealogy.
- Dugdale Monasticon III, Shrewsbury Abbey, XI, Genealogia Dominorum Bellismontium, p. 522.